# Franck Verzy
Franck Verzy (ur. 13 maja 1961 w Lyonie, zm. 2 lipca 2025) – francuski lekkoatleta, specjalista skoku wzwyż, olimpijczyk.
Zajął 20. miejsce na halowych mistrzostwach Europy w 1982 w Mediolanie. Na mistrzostwach Europy w 1982 w Atenach odpadł w kwalifikacjach.
Zdobył brązowy medal na igrzyskach śródziemnomorskich w 1983 w Casablance (wyprzedzili go tylko Othmane Belfaa z Algierii i jego kolega z reprezentacji Francji Bernard Bachorz). Odpadł w kwalifikacjach na mistrzostwach świata w 1983 w Helsinkach i na igrzyskach olimpijskich w 1984 w Los Angeles.
Verzy był mistrzem Francji w skoku wzwyż w 1982, 1984 i 1986, wicemistrzem w 1981 i 1983 oraz brązowym medalistą w 1988 i 1990. W hali był wicemistrzem Francji w 1989 oraz brązowym medalistą w 1982, 1983 i 1986.
Trzykrotnie poprawiał rekord Francji do wyniku 2,32 m, uzyskanego 20 sierpnia 1983 w Londynie. Był to najlepszy rezultat w jego karierze.